# Belver de los Montes
Belver de los Montes es un municipio y villa española de la provincia de Zamora, en la comunidad autónoma de Castilla y León. Cuenta con una población de 253 habitantes (INE 2024).

## Toponimia
Belver podría derivar de la locución latina «bellu videre», siendo un topónimo que designa elevaciones de terreno desde las que se descubre una buena vista.

## Geografía
El municipio de Belver de los Montes pertenece a la parte zamorana de la comarca de Tierra de Campos. El municipio está formado por una sola localidad situada a una altitud media de 688 m y que abarca un territorio de 68,55 km². El casco urbano se asienta sobre un repecho en la falda del monte Tarasa, a los pies de los restos de su antiguo castillo y precedido por la vega del río Sequillo.

## Historia

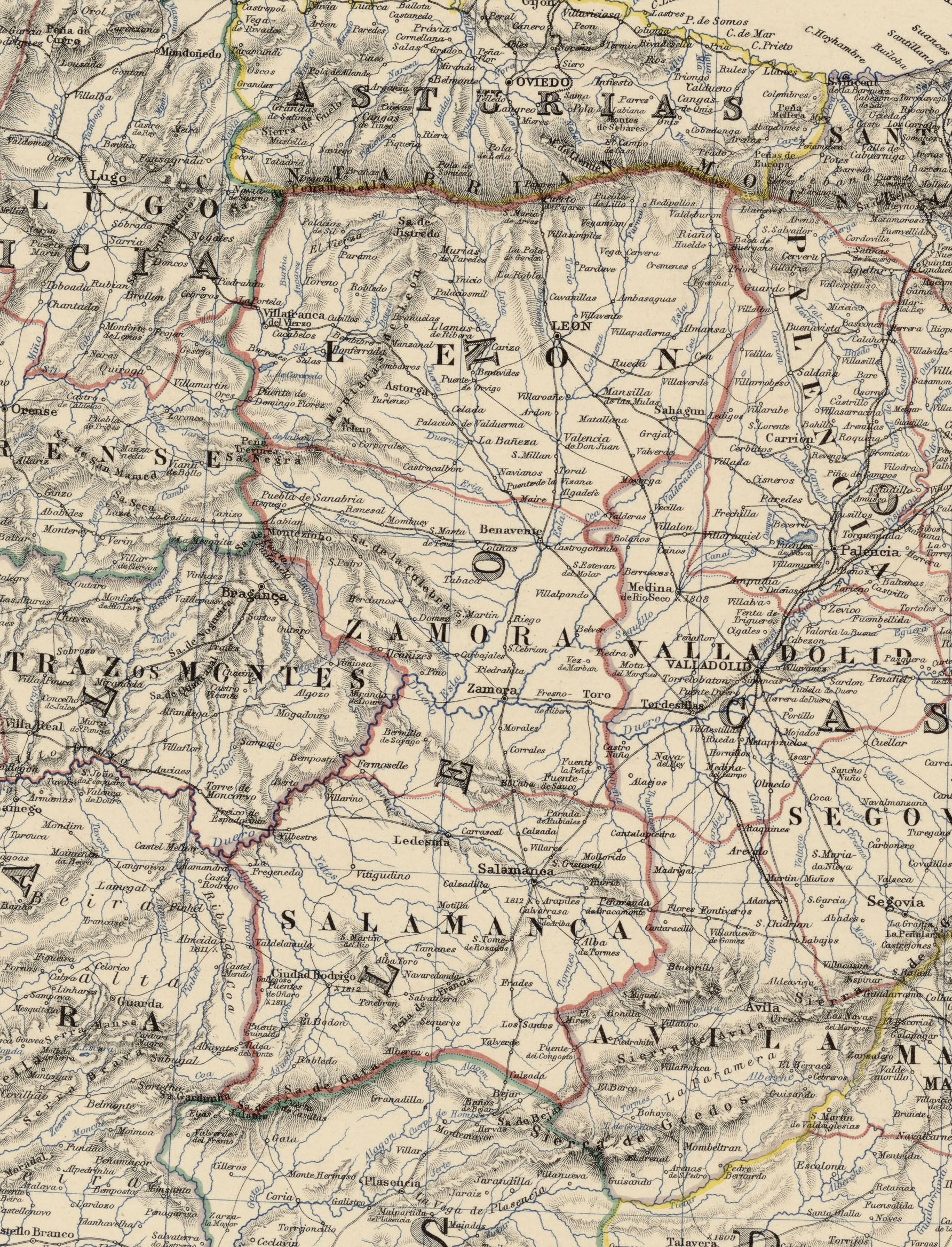
Detalle del mapa Spain & Portugal, realizado en 1864 por Keith Johnston, en el que se puede observar Belver

El valle del río Sequillo fue habitado hace unos 200 000 años, durante el periodo achelense del Paleolítico inferior. De esta época son los utensilios de piedra tallada (cantos tallados, triedros, hendidores y bifaces) hallados en parajes como el de Val de San Roque, Val de los Niños, Cruz del Tío Ignacio, arroyo de las Ánimas o Teso de la Horca. Este tipo de yacimientos son relativamente abundantes en la zona de la cuenca media occidental del Duero, y que están uniformados por la forma y el tamaño de la materia prima (el canto rodado de cuarcita), por la técnica y por la tipología. Ya en el Neolítico, encontramos la sepultura megalítica de Las Peñicas como la muestra más representativa de esta época. Posteriormente, este territorio fue ocupado por el pueblo prerromano celta de los vacceos, posiblemente los amallobrigenses, que se asentó en la cuenca del Duero hacia el siglo VI a. C. Estos últimos, a su vez, son los que entran en contacto con los romanos en el año 151 a. C.
La primera referencia escrita es del 940, a raíz de un privilegio concedido por Ramiro II de León en el que se menciona a la entonces denominada «Castrum Villaceth». La Villaceide del siglo XI, íntimamente ligada al monasterio de San Salvador de Villacete, fue renombrada por Alfonso IX de León como Belver a inicios del siglo XIII, debiéndose a este monarca el nombre actual. En el siglo XII fue refortificado por Fernando II de León, hecho que continuó su sucesor en el trono Alfonso IX de León, que otorgó fuero al concejo de Belver de los Montes el 12 de octubre de 1208. En él dispuso que «Si fidalgus in Belveer vecinus fuerit, ille et uxor eius et filii sui tale forum habeant sicut vicini sui».
Durante la Edad Moderna Belver fue una de las localidades representadas por la ciudad de Toro en Cortes, siendo una de las localidades que integró la provincia de Toro. Con la creación de las actuales provincias en 1833, Belver de los Montes pasó a formar parte de la provincia de Zamora, dentro de la región leonesa, si bien esta última carecía de cualquier tipo de competencia u órgano común a las provincias que agrupaba, teniendo un mero carácter clasificatorio, sin pretensiones de operatividad administrativa.
Tras la constitución de 1978, Belver pasó a formar parte en 1983 de la comunidad autónoma de Castilla y León, en tanto municipio adscrito a la provincia de Zamora.

## Demografía
Belver de los Montes cuenta con una población de 253 habitantes (INE 2024).
| Gráfica de evolución demográfica de Belver de los Montes entre 1842 y 2021                                          |
| |
| Población de derecho según los censos de población del INE Población de hecho según los censos de población del INE |

## Símbolos
La comisión de gobierno de la Diputación de Zamora, en sesión ordinaria celebrada el 28 de enero de 1998, acordó aprobar el escudo heráldico y la bandera del municipio con los que se pretende dotar el Ayuntamiento de Belver de los Montes, quedando blasonados de la siguiente forma:
- Escudo: terciado en barra. 1.º de sinople, encina de oro. 2.º barra de azur fileteada de plata. 3.º de gules castillo de oro, mazonado de sable y aclarado de gules. Al timbre corona real cerrada.
- Bandera: rectangular, de proporciones 2:3, formada por una franja diagonal del ángulo inferior del asta al superior del batiente, de color azul fileteado de blanco, siendo verde el triángulo del asta y rojo del batiente.

## Administración y política
| Periodo   | Nombre                                                                                         | Partido                |
| --------- | ---------------------------------------------------------------------------------------------- | ---------------------- |
| 1979-1983 | Germán Vega Pérez                                                                              | UCD                    |
| 1983-1987 | Germán Pérez de Castro                                                                         | PSOE                   |

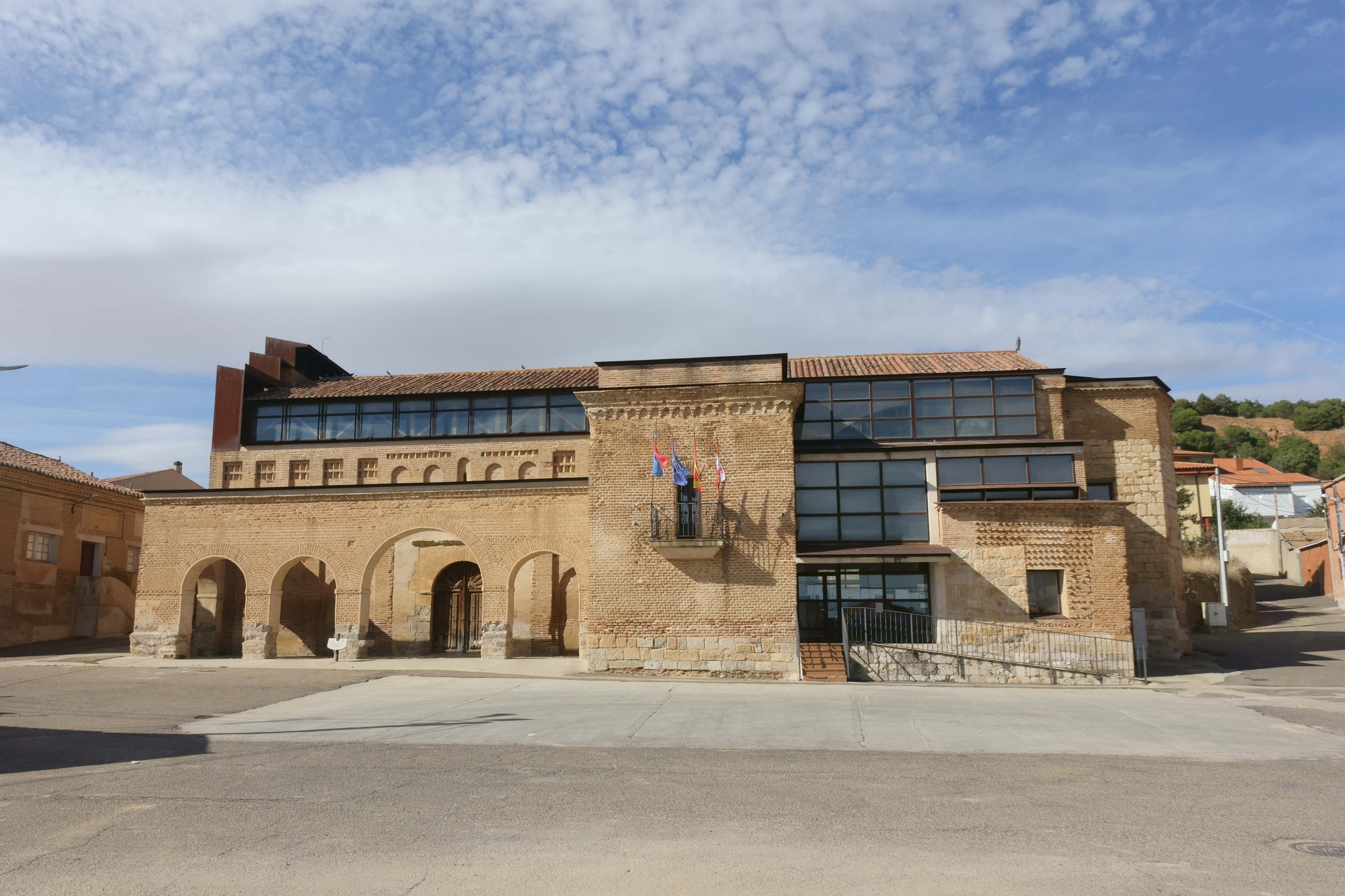
Casa consistorial, antigua iglesia del Salvador

| 1987-1991 | Lorenzo de Castro Jarrín / 14/3/1989 le sustituye por renuncia Anastasio De la Iglesia Matías  | (F.A.P)                |
| 1991-1995 | Luis Manuel Pérez Pérez                                                                        | PP                     |
| 1995-1999 | Luis Manuel Pérez Pérez                                                                        | PP                     |
| 1999-2003 | Nicolás de la Iglesia González (lo sustituye por renuncia 10/10/2000 Francisco Santos Vaquero) | PSOE                   |
| 2003-2007 | Francisco Santos Vaquero                                                                       | PSOE                   |
| 2007-2011 | Francisco Santos Vaquero                                                                       | PSOE                   |
| 2011-2015 | Francisco Santos Vaquero                                                                       | PSOE                   |
| 2015-2019 | Ángel de Castro Jarrín                                                                         | PP                     |
| 2019-2023 | Francisco Arcos (2019-2020) / Óscar Marzo Pascual (2020-2023)                                  | Izquierda Unida / PSOE |
| 2023-act. | Óscar Marzo Pascual                                                                            | PSOE                   |

### Evolución de la deuda viva
El concepto de deuda viva contempla sólo las deudas con cajas y bancos relativas a créditos financieros, valores de renta fija y préstamos o créditos transferidos a terceros, excluyéndose, por tanto, la deuda comercial.
| Gráfica de evolución de la deuda viva del ayuntamiento entre 2008 y 2014                             |
| |
| Deuda viva del ayuntamiento en miles de Euros según datos del Ministerio de Hacienda y Ad. Públicas. |

La deuda viva municipal por habitante en 2014 ascendía a 25,56 €.

## Patrimonio

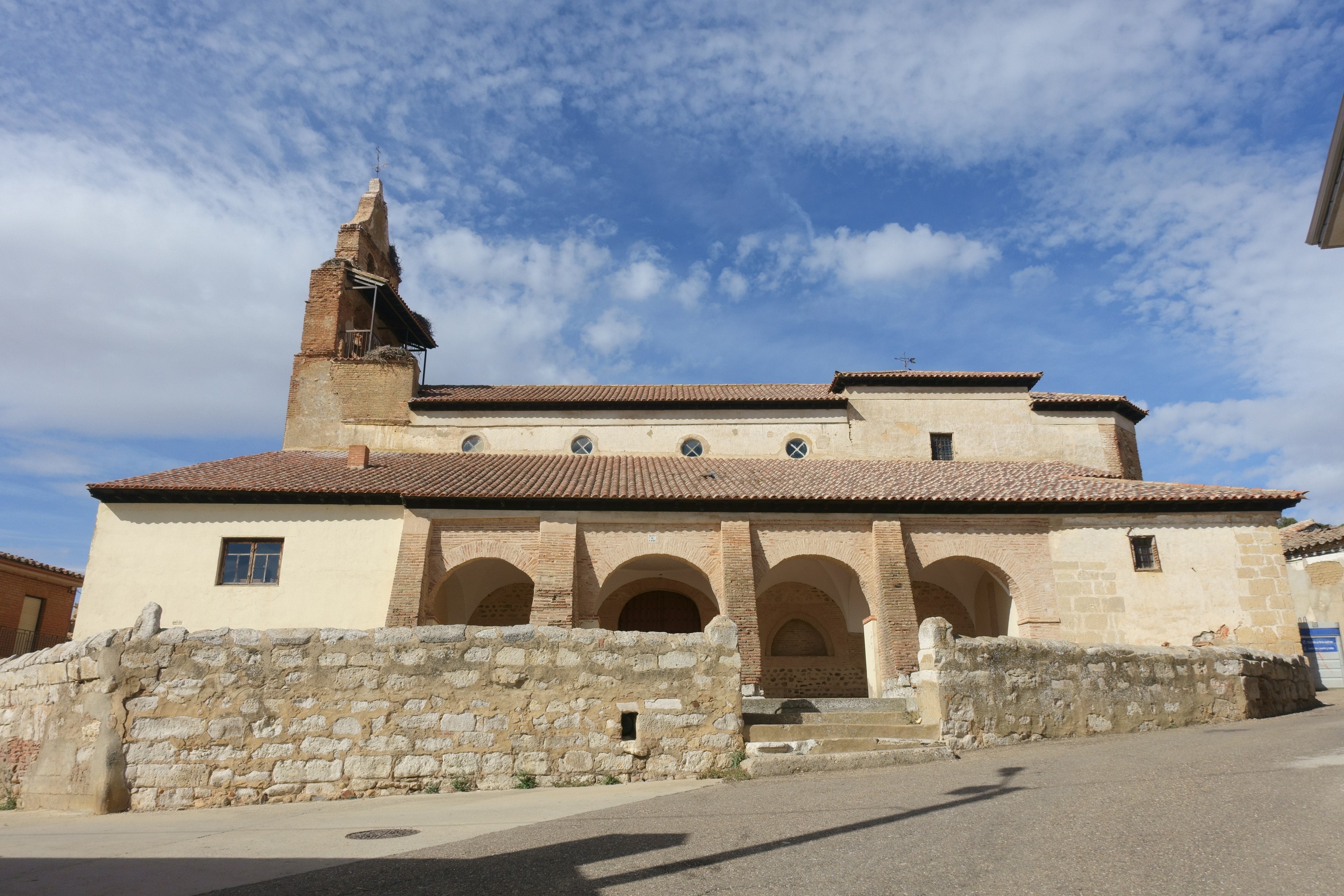
Iglesia de Santa María

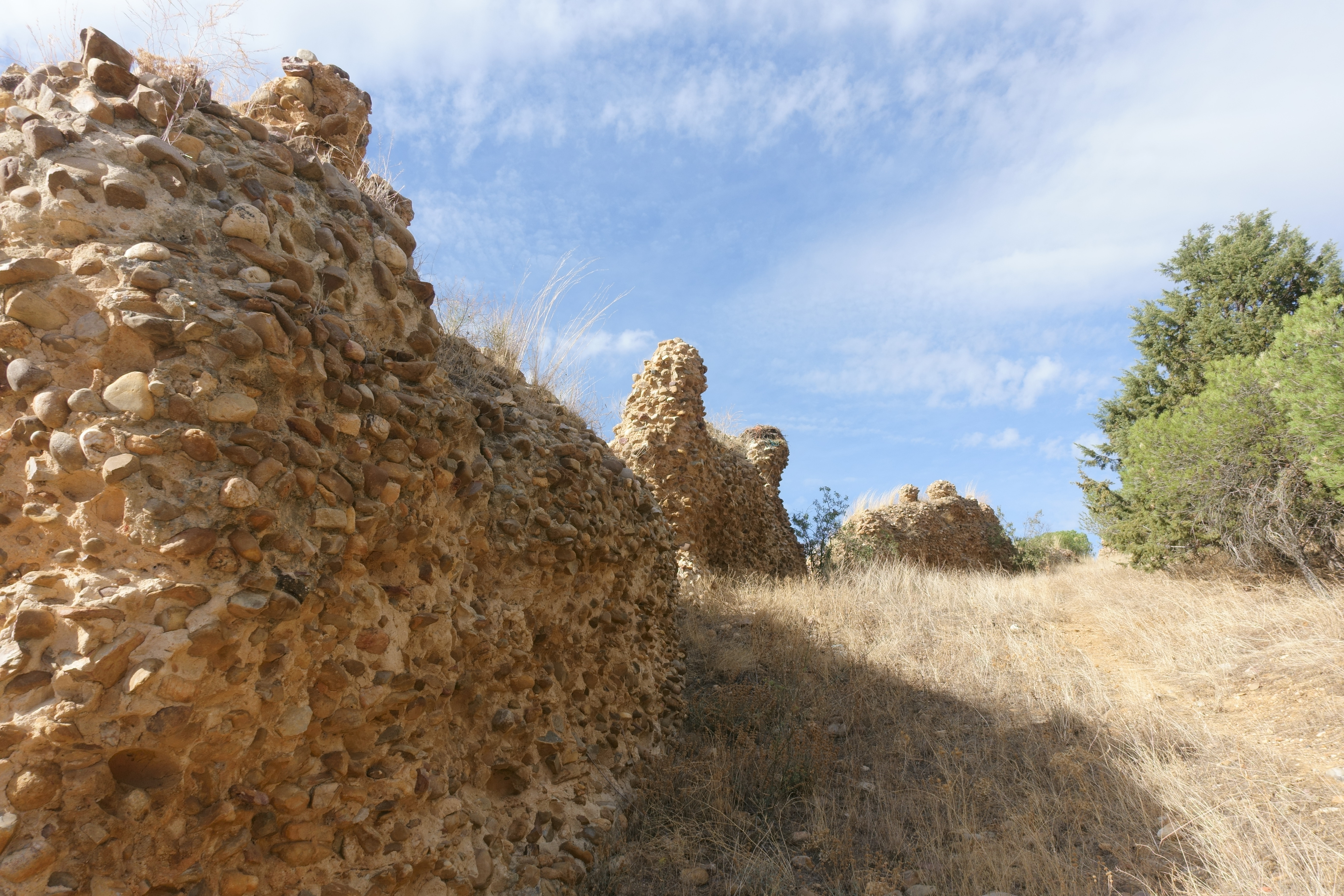
Muralla medieval

- Iglesia del Salvador, declarada bien de interés cultural desde el 23 de junio de 1978.
- Muralla medieval, en abandono, cerca de la desaparición.